# Nekrolog September 2005
Nekrolog
◄◄
| ◄
| 2001
| 2002
| 2003
| 2004
| 2005 | 2006 | 2007 | 2008 | 2009 | ► | ►►
Januar |
Februar |
März |
April |
Mai |
Juni |
Juli |
August |
September |
Oktober |
November |
Dezember 2005
Weitere Ereignisse | Allgemeiner Nekrolog 2005
Die Beschreibung der verstorbenen Person sollte so kurz wie möglich gehalten sein und nur deren signifikante Tätigkeit(en) enthalten.
Neue Namen ggf. auch unter dem Geburts- und Sterbedatum, also etwa unter 1. Januar und im Geburts- und Sterbejahr (2024) eintragen (nur bei entsprechender großer Wichtigkeit). Für Beispiele siehe die schon vorhandenen Artikel.
Außerdem über die fünf zuletzt Verstorbenen, zu denen es einen ausreichend guten Artikel für eine Präsentation auf der Hauptseite gibt, nach der todesbedingten Überarbeitung der Artikel ggf. auch unter Wikipedia Diskussion:Hauptseite informieren und sie am besten auch in den anderen Wikipedia-Sprachversionen eintragen. Tipp: Regelmäßig bei news.google.de nach „ist tot“, „gestorben“ oder „verstorben“ suchen.
Wenn eine Person gestorben ist, gibt es viele Seiten zu dieser Person in der Wikipedia, die davon auch betroffen sind und entsprechend aktualisiert werden müssen. Beispiele: Namenübersichtsseite, Geburtsjahr, Geburtsort-Seiten und viele mehr.
Wie finde ich die betroffenen Seiten?
Im Suchfeld auf der linken Seite gibt man den Suchbegriff so ein: „Vorname Nachname“. Dann klickt man auf Volltext und alle Seiten mit entsprechendem Suchtext werden aufgerufen. Hier sieht man dann schnell, wo auch das Todesjahr Sinn macht oder sogar ein Teil des Artikels angepasst werden muss. Auch hilft das „Werkzeug“ auf der linken Seite sehr gut, um solche Seiten aufzufinden: „Links auf diese Seite“. Somit ist die Wikipedia wieder aktuell in allen Bereichen! Hinweis: bei Eintragung der Kategorie „Gestorben JAHR“ wird der Missbrauchsfilter 49 ausgelöst, was jedoch nicht schlimm ist. Siehe: Spezial:Missbrauchsfilter/49
Dies ist eine Liste von im September 2005 verstorbenen bekannten Persönlichkeiten. Die Einträge erfolgen innerhalb der einzelnen Daten alphabetisch sortiert. Tiere sind im Nekrolog für Tiere zu finden.

## September
| Tag           | Name                                | Beruf, bekannt als                                                                                            | Alter | Beleg |
| ------------- | ----------------------------------- | --- | ----- | ----- |
| 1. September  | Terry Albritton                     | US-amerikanischer Kugelstoßer                                                                                 | 50    |       |
| 1. September  | R. L. Burnside                      | US-amerikanischer Bluessänger                                                                                 | 78    |       |
| 1. September  | Jacob A. Marinsky                   | US-amerikanischer Chemiker                                                                                    | 87    |       |
| 1. September  | Brunk Meyer                         | deutscher Bodenkundler                                                                                        | 79    |       |
| 1. September  | Hermann Michael                     | deutscher Dirigent                                                                                            |       |       |
| 1. September  | Nell I. Mondy                       | US-amerikanische Biochemikerin                                                                                | 83    |       |
| 1. September  | Kurt Schlauss                       | österreichischer Architekt                                                                                    | 81    |       |
| 1. September  | Jack D. Walker                      | US-amerikanischer Politiker                                                                                   | 83    |       |
| 1. September  | Stefania Woytowicz                  | polnische Sängerin                                                                                            | 82    |       |
| 2. September  | Bob Denver                          | US-amerikanischer Schauspieler                                                                                | 70    |       |
| 2. September  | Fiede Kay                           | deutscher Sänger und Liedermacher niederdeutscher Lieder                                                      | 63    |       |
| 2. September  | Robert Krapfenbauer                 | österreichischer Statiker und Bauingenieur                                                                    | 82    |       |
| 2. September  | Thure Lindgren                      | schwedischer Skispringer                                                                                      | 84    |       |
| 2. September  | Charles C. McLaughlin               | US-amerikanischer Geschichtsprofessor                                                                         | 76    |       |
| 3. September  | Werner Holste                       | deutscher Maschinenbauer                                                                                      | 77    |       |
| 3. September  | Alonzo Pookie Johnson               | US-amerikanischer Jazzmusiker (Alt- und Tenorsaxophon, Gesang) und Musikpädagoge                              |       |       |
| 3. September  | William H. Rehnquist                | US-amerikanischer Jurist und Vorsitzender Richter des Supreme Court (Chief Justice of the United States)      | 80    |       |
| 3. September  | James Rossi                         | US-amerikanischer Radrennfahrer                                                                               | 69    |       |
| 3. September  | Ekkehard Schall                     | deutscher Bühnen- und Filmschauspieler und Regisseur                                                          | 75    |       |
| 3. September  | Fernando Távora                     | portugiesischer Architekt                                                                                     | 82    |       |
| 4. September  | Lloyd Avery II                      | US-amerikanischer Schauspieler                                                                                | 36    |       |
| 4. September  | Carl-August Fleischhauer            | deutscher Jurist und Richter am Internationalen Gerichtshof (1994–2003)                                       | 74    |       |
| 4. September  | Helmut Schlitt                      | deutscher Jazztrompeter                                                                                       | 70    |       |
| 5. September  | Rosemarie Ehm-Schulz                | deutsche Tänzerin und Choreopgraphin                                                                          | 82    |       |
| 5. September  | Heinz Melkus                        | deutscher Automobilrennfahrer und Konstrukteur von Rennwagen                                                  | 77    |       |
| 5. September  | Eddie Taylor                        | US-amerikanischer Poolbillardspieler                                                                          | 86    |       |
| 6. September  | Mary Eugenia Charles                | dominicanische Politikerin, Premierministerin von Dominica und erste weibliche Staatschefin der Karibikregion | 86    |       |
| 6. September  | Jacques Dewez                       | französischer Unternehmer und Automobilrennfahrer                                                             | 79    |       |
| 6. September  | Gerhard Heiland                     | deutscher Physiker                                                                                            | 87    |       |
| 6. September  | Egbert Nitsch                       | deutscher Politiker (Die Grünen), MdEP, MdB                                                                   | 71    |       |
| 6. September  | Ludwig Pflum                        | deutscher Fußballspieler                                                                                      | 77    |       |
| 6. September  | Jack Real                           | US-amerikanischer Flugpionier und Manager                                                                     | 90    |       |
| 6. September  | Inge Ristock                        | deutsche Tischtennisspielerin, Kabarettistin und Fernsehautorin                                               | 71    |       |
| 6. September  | Eric Roche                          | irischer Gitarrist                                                                                            | 37    |       |
| 6. September  | Otto B. Roegele                     | deutscher Publizist und Kommunikationswissenschaftler                                                         | 85    |       |
| 7. September  | Musa Arafat                         | palästinensischer Politiker und Militär                                                                       | 63    |       |
| 7. September  | Rona Bailey                         | neuseeländische Tänzerin und politische Aktivistin                                                            | 90    |       |
| 7. September  | Mary Elizabeth Bayer                | kanadische Kulturpolitikerin und Schriftstellerin                                                             | 80    |       |
| 7. September  | Giuliano Bonfante                   | italienischer Sprachwissenschaftler und Etruskologe                                                           | 101   |       |
| 7. September  | Horst Dehn                          | deutscher Fußballspieler                                                                                      | 68    |       |
| 7. September  | Sergio Endrigo                      | italienischer Sänger und Songwriter                                                                           | 72    |       |
| 7. September  | Ingeborg Falck                      | deutsche Ärztin                                                                                               | 83    |       |
| 7. September  | José Miguel Ángel Giles Vázquez     | mexikanischer Geistlicher, Bischof von Ciudad Altamirano                                                      | 63    |       |
| 7. September  | Finnbogi Ísakson                    | färöischer Journalist, Schriftsteller und Politiker der republikanischen Tjóðveldisflokkurin                  | 62    |       |
| 7. September  | Helmut Jacoby                       | deutscher Architekt und Architekturzeichner                                                                   | 79    |       |
| 7. September  | Arnold Keyserling                   | deutsch-österreichischer Philosoph und Religionswissenschaftler                                               | 83    |       |
| 7. September  | Rudolf Koeckert                     | deutscher klassischer Violinist                                                                               | 92    |       |
| 7. September  | Francis Alfred Lepper               | britischer Althistoriker                                                                                      | 92    |       |
| 7. September  | Nicolino Locche                     | argentinischer Boxer                                                                                          | 66    |       |
| 7. September  | Kerstin Lorenz                      | deutsche Politikerin (NPD)                                                                                    | 43    |       |
| 7. September  | Henry Luce III.                     | US-amerikanischer Verleger                                                                                    | 80    |       |
| 7. September  | Edoardo Mulargia                    | italienischer Filmregisseur                                                                                   | 79    |       |
| 7. September  | Ekkehard Schwartz                   | deutscher Forstwissenschaftler                                                                                | 79    |       |
| 8. September  | Randall Behr                        | US-amerikanischer Dirigent                                                                                    | 53    |       |
| 8. September  | Noel Cantwell                       | irischer Fußball- und Cricketspieler                                                                          | 73    |       |
| 8. September  | Sheldon Harris                      | US-amerikanischer Blues- und Jazzforscher                                                                     | 81    |       |
| 8. September  | Milena Hübschmannová                | tschechische Indologin und Romistin                                                                           | 72    |       |
| 8. September  | Hans Keiter                         | deutscher Feldhandballspieler                                                                                 | 95    |       |
| 8. September  | Edeltraut Klapproth                 | deutsche Kunstmalerin                                                                                         | 96    |       |
| 8. September  | Thiago Machado dos Santos           | brasilianischer Triathlet                                                                                     | 29    |       |
| 8. September  | Lewis E. Platt                      | US-amerikanischer Manager                                                                                     | 64    |       |
| 9. September  | Hans Georg Koch                     | deutscher Musiker und Komponist                                                                               | 64    |       |
| 9. September  | Prokop Murra                        | albanischer kommunistischer Politiker                                                                         | 83    |       |
| 9. September  | André Pousse                        | französischer Schauspieler und Radrennfahrer                                                                  | 85    |       |
| 9. September  | Esmond Samuels                      | US-amerikanischer Jazzmusiker                                                                                 |       |       |
| 9. September  | Hanna Seidel                        | deutsche Lehrerin in Köln und Amateur- und Dokumentarfotografin                                               | 80    |       |
| 9. September  | Mel Wanzo                           | US-amerikanischer Jazz-Posaunist                                                                              | 74    |       |
| 10. September | Theodore Barber                     | US-amerikanischer Psychologe und Hypnoseforscher                                                              |       |       |
| 10. September | Hermann Bondi                       | britischer Mathematiker und Kosmologe                                                                         | 85    |       |
| 10. September | Clarence Gatemouth Brown            | US-amerikanischer Blues-Gitarrist                                                                             | 81    |       |
| 10. September | Manuel Duchesne                     | kubanischer Dirigent                                                                                          | 72    |       |
| 10. September | Jónas Halldórsson                   | isländischer Wasserballspieler und Schwimmer                                                                  | 91    |       |
| 10. September | Erich Kuby                          | deutscher Journalist und Publizist                                                                            | 95    |       |
| 10. September | Jean Pépin                          | französischer Philosophiehistoriker                                                                           | 81    |       |
| 10. September | Marcel Perincioli                   | Schweizer Bildhauer                                                                                           | 94    |       |
| 10. September | Kurt Steinel                        | deutscher Grafiker und Illustrator, Rektor der Hochschule für Gestaltung in Offenbach am Main                 | 76    |       |
| 11. September | Henryk Bereska                      | deutscher Übersetzer polnischer Literatur                                                                     | 79    |       |
| 11. September | Al Casey                            | US-amerikanischer Jazzgitarrist                                                                               | 89    |       |
| 11. September | Abdallah Ibrahim                    | marokkanischer Premierminister                                                                                | 87    |       |
| 11. September | Chris Schenkel                      | US-amerikanischer Sportreporter                                                                               | 82    |       |
| 11. September | Steve de Shazer                     | US-amerikanischer Psychiater, Autor und Erfinder                                                              | 65    |       |
| 11. September | John Slade                          | US-amerikanischer Broker                                                                                      | 97    |       |
| 11. September | Henryk Tomaszewski                  | polnischer Plakatmaler                                                                                        | 91    |       |
| 12. September | Juan Carlos Anderson                | argentinischer Leichtathlet                                                                                   | 92    |       |
| 12. September | Helmut Baierl                       | deutscher Schriftsteller und Vizepräsident der Akademie der Künste der DDR                                    | 78    |       |
| 12. September | Klaus Ehrler                        | deutscher Historiker und Friedensaktivist                                                                     |       |       |
| 12. September | Klaus Friedrich                     | deutscher Richter am Bundessozialgericht                                                                      | 84    |       |
| 12. September | Serge Lang                          | US-amerikanischer Mathematiker                                                                                | 78    |       |
| 12. September | Ronald Leigh-Hunt                   | britischer Schauspieler                                                                                       | 84    |       |
| 12. September | Willy Meerwald                      | österreichischer Jazzmusiker                                                                                  | 80    |       |
| 12. September | John Riley-Schofield                | britischer Sänger                                                                                             | 51    |       |
| 12. September | Fritz Schilgen                      | deutscher Leichtathlet                                                                                        | 99    |       |
| 12. September | Erich Schöppner                     | deutscher Boxer                                                                                               | 73    |       |
| 12. September | Hans-Arne Stiksrud                  | deutscher Psychologe                                                                                          | 61    |       |
| 13. September | Max G. Bollag                       | Schweizer Galerist                                                                                            | 91    |       |
| 13. September | Tom Felleghy                        | ungarisch-italienischer Schauspieler                                                                          | 83    |       |
| 13. September | Toni Fritsch                        | österreichischer Fußballspieler und American-Football-Spieler                                                 | 60    |       |
| 13. September | Chris Jones                         | US-amerikanischer Sänger, Musiker, Komponist und Gitarrist                                                    | 46    |       |
| 13. September | Hans-Joachim Koellreutter           | deutsch-brasilianischer Komponist, Flötist, Dirigent und Musikprofessor                                       | 90    |       |
| 13. September | Edward Osei-Kwaku                   | ghanaischer Rechtsanwalt, Politiker und Sportfunktionär                                                       | 62    |       |
| 13. September | Julio César Turbay Ayala            | kolumbianischer Politiker, Präsident von Kolumbien (1978–1982)                                                | 89    |       |
| 14. September | Luitpold Domberger                  | deutscher Künstler, Pionier des künstlerischen Siebdrucks in Deutschland                                      | 92    |       |
| 14. September | Fritz Flath                         | deutscher Politiker (FDP), MdL                                                                                | 88    |       |
| 14. September | Josef Helmschrott                   | deutscher Politiker (CSU), MdL                                                                                | 90    |       |
| 14. September | Frances Elaine Newton               | US-amerikanische Frau, die wegen dreifachen Mordes zum Tode verurteilt wurde                                  | 40    |       |
| 14. September | Vladimir Volkoff                    | französischer Schriftsteller                                                                                  | 72    |       |
| 14. September | Mary Julia Wade                     | australische Paläontologin                                                                                    | 77    |       |
| 14. September | Robert Wise                         | US-amerikanischer Regisseur, Filmproduzent und Oscar-Preisträger                                              | 91    |       |
| 15. September | Remo Albertini                      | italienischer Politiker                                                                                       | 84    |       |
| 15. September | Stanley Burnshaw                    | US-amerikanischer Poet, Kritiker, Verleger, Herausgeber und Autor                                             | 99    |       |
| 15. September | Samuel Azu Crabbe                   | ghanaischer Chief Justice (1973–1977)                                                                         | 86    |       |
| 15. September | Lennart Ekdahl                      | schwedischer Segler                                                                                           | 92    |       |
| 15. September | Guy Green                           | britischer Kameramann, Regisseur und Drehbuchautor                                                            | 91    |       |
| 15. September | Walther Heissig                     | österreichischer Mongolist und Zentralasienkundler                                                            | 91    |       |
| 15. September | Jeronimas Kačinskas                 | litauisch-US-amerikanischer Komponist                                                                         | 98    |       |
| 15. September | Franko Luin                         | slowenisch-schwedischer Typograf                                                                              | 64    |       |
| 15. September | Dirk Reichl                         | deutscher Radsportler                                                                                         | 24    |       |
| 15. September | Peter Urie                          | deutscher Geistlicher, Bischof der Evangelisch-Lutherischen Kirche in der Republik Kasachstan                 | 50    |       |
| 15. September | Charles G. S. Williams              | US-amerikanischer Romanist und Literaturwissenschaftler                                                       |       |       |
| 16. September | Rafael Alfaro Kotte                 | deutscher Akkordeonist und Komponist                                                                          | 42    |       |
| 16. September | Wolfgang Brauch                     | deutscher Mathematiker, Geophysiker und Hochschullehrer                                                       | 79    |       |
| 16. September | Georges Breny                       | Schweizer Politiker (NA)                                                                                      | 75    |       |
| 16. September | Harry Freedman                      | kanadischer Komponist, Englischhornist und Musikpädagoge                                                      | 83    |       |
| 16. September | Harold L. Friedman                  | US-amerikanischer Chemiker                                                                                    | 82    |       |
| 16. September | Arkadiusz Gołaś                     | polnischer Volleyballspieler                                                                                  | 24    |       |
| 16. September | Gordon Gould                        | US-amerikanischer Physiker, gilt als einer der Erfinder des Lasers                                            | 85    |       |
| 16. September | Jay M. Gould                        | US-amerikanischer Ökonom, Statistiker und Epidemiologe                                                        | 90    |       |
| 16. September | Donald S. Harrington                | US-amerikanischer Pfarrer und liberaler Politiker                                                             | 91    |       |
| 16. September | Jean Kerguen                        | französischer Automobilrennfahrer und Unternehmer                                                             | 80    |       |
| 16. September | Sidney Luft                         | US-amerikanischer Filmproduzent                                                                               | 89    |       |
| 16. September | Harold Q. Masur                     | US-amerikanischer Jurist und Schriftsteller                                                                   | 96    |       |
| 16. September | Constance Moore                     | US-amerikanische Schauspielerin                                                                               | 85    |       |
| 16. September | Mzukisi Sikali                      | südafrikanischer Boxer                                                                                        | 34    |       |
| 16. September | Sunthorn Hongladarom                | thailändischer Diplomat und Politiker                                                                         | 93    |       |
| 16. September | F. K. Waechter                      | deutscher Zeichner und Schriftsteller, Theater- und Filmregisseur                                             | 67    |       |
| 17. September | Donn Clendenon                      | US-amerikanischer Baseballspieler                                                                             | 70    |       |
| 17. September | Hella Hanzlik                       | österreichische Politikerin (SPÖ), Landtagsabgeordnete, Abgeordnete zum Nationalrat, Mitglied des Bundesrates | 93    |       |
| 17. September | Joel Hirschhorn                     | US-amerikanischer Komponist und Songschreiber                                                                 | 67    |       |
| 17. September | Thorstein Kråkenes                  | norwegischer Ruderer                                                                                          | 81    |       |
| 17. September | Jacques Lacarrière                  | französischer Schriftsteller                                                                                  | 79    |       |
| 17. September | Jack Lesberg                        | US-amerikanischer Musiker                                                                                     | 85    |       |
| 17. September | Adrian Nicholas                     | britischer Fallschirmspringer                                                                                 | 43    |       |
| 17. September | Les Perry                           | australischer Langstreckenläufer                                                                              | 82    |       |
| 17. September | Alfred Reed                         | US-amerikanischer Komponist und Professor                                                                     | 84    |       |
| 17. September | Edward Stutman                      | US-amerikanischer Jurist                                                                                      |       |       |
| 18. September | Luciano van den Berg                | niederländischer Fußballspieler                                                                               | 21    |       |
| 18. September | Marta Bohn-Meyer                    | US-amerikanische Kunstfliegerin und Testpilotin                                                               | 48    |       |
| 18. September | Willi Born                          | deutscher Fabrikant                                                                                           | 93    |       |
| 18. September | John Bromfield                      | US-amerikanischer Schauspieler                                                                                | 83    |       |
| 18. September | Richard E. Cunha                    | US-amerikanischer Filmregisseur, Kameramann und Drehbuchautor                                                 | 83    |       |
| 18. September | Frank Fields                        | US-amerikanischer R&B- und Jazzmusiker                                                                        | 91    |       |
| 18. September | Helene Gröger-Wurm                  | austroaustralische Ethnologin                                                                                 | 84    |       |
| 18. September | Jegor Wladimirowitsch Jakowlew      | russischer Journalist und Schriftsteller                                                                      | 75    |       |
| 18. September | Noel Percy Mander                   | britischer Orgelbauer                                                                                         | 93    |       |
| 18. September | Otto F. A. Meinardus                | deutscher evangelischer Theologe, Koptologe und Archäologe                                                    | 79    |       |
| 18. September | Michael Park                        | britischer Copilot im Rallyesport                                                                             | 39    |       |
| 18. September | Joachim Raffert                     | deutscher Journalist und Politiker (SPD), MdB                                                                 | 80    |       |
| 18. September | Wolfgang Stock                      | deutscher Ingenieur und Hochschullehrer                                                                       | 76    |       |
| 18. September | Ted Sun                             | chinesischer Internetunternehmer                                                                              |       |       |
| 19. September | Hans Eißler                         | deutscher Jurist                                                                                              | 73    |       |
| 19. September | Horst Grunert                       | deutscher Diplomat, Botschafter der DDR                                                                       | 77    |       |
| 19. September | Michael deCourcy Hinds              | US-amerikanischer Journalist und Autor                                                                        |       |       |
| 19. September | Willie Hutch                        | US-amerikanischer Sänger und Musikproduzent                                                                   | 60    |       |
| 19. September | Isao Nakauchi                       | japanischer Unternehmer und Philanthrop                                                                       | 83    |       |
| 19. September | Jacques Proust                      | französischer Romanist und Literaturwissenschaftler                                                           | 79    |       |
| 19. September | John Rayner                         | britischer Rabbiner                                                                                           | 81    |       |
| 19. September | Karl Richter                        | deutscher Gewerkschaftsfunktionär und Politiker (SPD)                                                         | 101   |       |
| 19. September | Rupert Riedl                        | österreichischer Zoologe                                                                                      | 80    |       |
| 19. September | Hans Schiefele                      | deutscher Journalist und Sportfunktionär                                                                      | 85    |       |
| 19. September | William Vacchiano                   | US-amerikanischer Trompeter und Hochschullehrer                                                               | 93    |       |
| 20. September | Paul Arlt                           | US-amerikanischer Cartoonist und Maler                                                                        | 91    |       |
| 20. September | Josef Bandion                       | österreichischer Jurist                                                                                       | 74    |       |
| 20. September | Gordon Carroll                      | US-amerikanischer Filmproduzent                                                                               | 77    |       |
| 20. September | Edward Cortez                       | US-amerikanischer Kommunalpolitiker                                                                           |       |       |
| 20. September | Bernd Großmann                      | deutscher Leichtathletiktrainer                                                                               | 57    |       |
| 20. September | Franzi Groszmann                    | Überlebende des Nazi-Holocaust                                                                                | 100   |       |
| 20. September | Rudolf Machenschalk                 | österreichischer Manager                                                                                      | 76    |       |
| 20. September | Tobias Schneebaum                   | US-amerikanischer Autor und Anthropologe                                                                      | 83    |       |
| 20. September | Ludwig Scholz                       | deutscher Politiker (CSU)                                                                                     | 68    |       |
| 20. September | Simon Wiesenthal                    | österreichischer Publizist, Schriftsteller und Leiter des jüdischen Dokumentationszentrums Wien               | 96    |       |
| 21. September | Victor Futter                       | US-amerikanischer Anwalt und Professor                                                                        | 86    |       |
| 21. September | Harry Heltzer                       | US-amerikanischer Manager und CEO                                                                             | 94    |       |
| 21. September | Ramón Martín Huerta                 | mexikanischer Politiker                                                                                       | 48    |       |
| 21. September | Oscar Pauli                         | deutscher Politiker (SPD), MdL Baden-Württemberg                                                              | 67    |       |
| 21. September | Preben Philipsen                    | dänischer Filmproduzent                                                                                       | 95    |       |
| 21. September | Leonie von Rüxleben                 | deutsche Kunstsammlerin                                                                                       | 85    |       |
| 21. September | Joseph Smagorinsky                  | US-amerikanischer Meteorologe                                                                                 | 81    |       |
| 21. September | Albert Tocco                        | US-amerikanischer Mobster                                                                                     | 76    |       |
| 21. September | Molly Yard                          | US-amerikanische Frauenrechtlerin                                                                             | 93    |       |
| 22. September | Heimo Erbse                         | deutsch-österreichischer Komponist und Opernregisseur                                                         | 81    |       |
| 22. September | Markus Finbergs                     | lettisch-israelischer Fußball- und Tischtennisspieler                                                         | 96    |       |
| 22. September | Annemarie Heinrich                  | argentinische Fotografin                                                                                      | 93    |       |
| 22. September | Leavander Johnson                   | US-amerikanischer Profiboxer                                                                                  | 35    |       |
| 22. September | John Knatchbull, 7. Baron Brabourne | britischer Filmproduzent                                                                                      | 80    |       |
| 22. September | Alfons Längle                       | österreichischer Politiker (ÖVP), Landtagsabgeordneter zum Vorarlberger Landtag                               | 93    |       |
| 22. September | Hans Samelson                       | US-amerikanischer Mathematiker                                                                                | 89    |       |
| 22. September | Javier Yubero                       | spanischer Fußballspieler                                                                                     | 33    |       |
| 23. September | Ferdinand H. Barth                  | deutscher Theologe; Mitbegründer und Rektor der Evangelischen Fachhochschule Darmstadt (EFHD)                 | 73    |       |
| 23. September | Johannes Conrads                    | deutscher Physiker und Hochschullehrer                                                                        | 70    |       |
| 23. September | Thomas R. Dawber                    | US-amerikanischer Kardiologe und Epidemiologe                                                                 | 92    |       |
| 23. September | Helmut Läpple                       | deutscher Unternehmer                                                                                         | 89    |       |
| 23. September | Karl Lautenschläger                 | deutscher Politiker (CSU), MdL                                                                                | 71    |       |
| 23. September | Stephan Legge                       | deutscher Architekt und Stadtplaner                                                                           | 75    |       |
| 23. September | Betty Leslie-Melville               | US-amerikanische Naturaktivistin                                                                              | 78    |       |
| 23. September | Filiberto Ojeda Ríos                | puerto-ricanischer Unabhängigkeitskämpfer und Terrorist                                                       | 72    |       |
| 23. September | Ümit Serdaroğlu                     | türkischer Archäologe                                                                                         |       |       |
| 23. September | Peter Tettinger                     | deutscher Jurist und Hochschullehrer                                                                          | 58    |       |
| 23. September | Peter Thom                          | deutscher Schauspieler                                                                                        | 70    |       |
| 23. September | Helmut Werner                       | deutscher Politiker (Bündnis 90/Die Grünen), MdB                                                              | 75    |       |
| 24. September | Leo Bei                             | österreichischer Kostümbildner                                                                                | 86    |       |
| 24. September | Tommy Bond                          | US-amerikanischer Schauspieler                                                                                | 78    |       |
| 24. September | Jochen Brandi                       | deutscher Architekt und Stadtplaner                                                                           | 72    |       |
| 24. September | Leopold B. Felsen                   | US-amerikanischer Physiker                                                                                    | 81    |       |
| 24. September | Aart Geurtsen                       | niederländischer Politiker (VVD), MdEP                                                                        | 79    |       |
| 24. September | Juri Iwanowitsch Moissejew          | russischer Eishockeyspieler                                                                                   | 65    |       |
| 24. September | Lea Nikel                           | israelische abstrakte Malerin und Künstlerin                                                                  | 86    |       |
| 24. September | M. A. C. Otto                       | deutsche Philosophin                                                                                          | 86    |       |
| 25. September | Don Adams                           | US-amerikanischer Schauspieler                                                                                | 82    |       |
| 25. September | George Archer                       | US-amerikanischer Golfer                                                                                      | 65    |       |
| 25. September | Georges Arvanitas                   | französischer Jazzmusiker                                                                                     | 74    |       |
| 25. September | Urie Bronfenbrenner                 | US-amerikanischer Entwicklungspsychologe                                                                      | 88    |       |
| 25. September | Lou Carter                          | US-amerikanischer Jazz-Pianist                                                                                | 87    |       |
| 25. September | Steve Marcus                        | US-amerikanischer Saxophonist                                                                                 | 66    |       |
| 25. September | M. Scott Peck                       | US-amerikanischer Psychiater, Psychotherapeut und Schriftsteller                                              | 69    |       |
| 25. September | Friedrich Peter                     | österreichischer Politiker (FPÖ), Landtagsabgeordneter, Abgeordneter zum Nationalrat                          | 84    |       |
| 25. September | Peter Rushforth                     | britischer Schriftsteller                                                                                     | 60    |       |
| 25. September | Stephen Salmore                     | US-amerikanischer politischer Berater                                                                         | 64    |       |
| 26. September | Helen Cresswell                     | britische Bestseller-Autorin                                                                                  | 71    |       |
| 26. September | Henrik Flöjt                        | finnischer Biathlet                                                                                           | 53    |       |
| 26. September | Heidi Genée                         | deutsche Filmregisseurin und Filmeditorin                                                                     | 66    |       |
| 26. September | Hayashi Izuo                        | japanischer Physiker                                                                                          | 83    |       |
| 27. September | Karl Decker                         | österreichischer Fußballspieler und Trainer                                                                   | 84    |       |
| 27. September | Ronald Golias                       | brasilianischer Schauspieler und Komiker                                                                      | 76    |       |
| 27. September | Oskar Hauser                        | deutscher Physiker, Antifaschist und Hochschullehrer                                                          | 84    |       |
| 27. September | Hans-Jochen Illiger                 | deutscher Hämatologe und Onkologe                                                                             | 66    |       |
| 27. September | Jerry Juhl                          | US-amerikanischer Drehbuchautor, vor allem für die Muppet Show                                                | 67    |       |
| 27. September | Mary Lee Settle                     | US-amerikanische Schriftstellerin                                                                             | 87    |       |
| 27. September | Constance Baker Motley              | US-amerikanische Juristin                                                                                     | 83    |       |
| 27. September | Willem van de Sande Bakhuyzen       | niederländischer Regisseur                                                                                    | 47    |       |
| 27. September | Roger Tréville                      | französischer Schauspieler                                                                                    | 102   |       |
| 28. September | Pol Bury                            | belgischer Maler und Bildhauer                                                                                | 83    |       |
| 28. September | Enric Gensana                       | spanischer Fußballspieler                                                                                     | 69    |       |
| 28. September | José Luis Murga                     | spanischer Rechtswissenschaftler                                                                              | 78    |       |
| 28. September | David Nillo                         | US-amerikanischer Tänzer, Choreograf und Arrangeur                                                            | 86    |       |
| 28. September | Halina Nowacka-Durnaś               | polnische Pianistin und Pädagogin                                                                             | 95    |       |
| 28. September | Igor Michailowitsch Rybak           | sowjetischer Gewichtheber                                                                                     | 71    |       |
| 28. September | Leo Sternbach                       | US-amerikanischer Chemiker                                                                                    | 97    |       |
| 28. September | Siegfried Wittenbeck                | deutscher Jurist und Politiker                                                                                | 74    |       |
| 29. September | Patrick Caulfield                   | britischer Pop-Art Künstler                                                                                   | 69    |       |
| 29. September | Benjamin DeMott                     | US-amerikanischer Autor, Kulturkritiker und Professor                                                         | 81    |       |
| 29. September | Robert Dorgebray                    | französischer Radrennfahrer                                                                                   | 89    |       |
| 29. September | Richard B. Dunn                     | US-amerikanischer Astronom                                                                                    | 77    |       |
| 29. September | Siegfried Eichhorn                  | deutscher Wirtschaftswissenschaftler sowie Hochschullehrer                                                    | 81    |       |
| 29. September | Edith Kern                          | US-amerikanische Romanistin und Literaturwissenschaftlerin                                                    | 93    |       |
| 29. September | Wladimir Isaakowitsch Lanzberg      | russischer Liedermacher                                                                                       | 57    |       |
| 29. September | Ferdinand Lips                      | Schweizer Bankier                                                                                             | 74    |       |
| 29. September | Peter Müller                        | österreichischer Skispringer                                                                                  | 70    |       |
| 29. September | Gennadi Wassiljewitsch Sarafanow    | sowjetischer Kosmonaut                                                                                        | 63    |       |
| 29. September | Mogens Schou                        | dänischer Psychiater                                                                                          | 86    |       |
| 29. September | Ivar Karl Ugi                       | deutsch-estnischer Chemiker                                                                                   | 75    |       |
| 29. September | Rolf Winter                         | deutscher Journalist                                                                                          | 77    |       |
| 30. September | Gérard Gäfgen                       | deutscher Ökonom und Hochschullehrer                                                                          | 80    |       |
| 30. September | Sergei Anatoljewitsch Starostin     | russischer Linguist                                                                                           | 52    |       |
| 30. September | Reinhard Streit                     | deutscher Geologe                                                                                             | 70    |       |
| 30. September | Leslie Yoxall                       | britischer Kryptologe                                                                                         | 91    |       |
| September     | Manfred Günther                     | deutscher Automobilrennfahrer der DDR                                                                         | 62    |       |
| September     | Mauro Thibau                        | brasilianischer Bergwerks- und Energieminister                                                                | 82    |       |